# Riviera

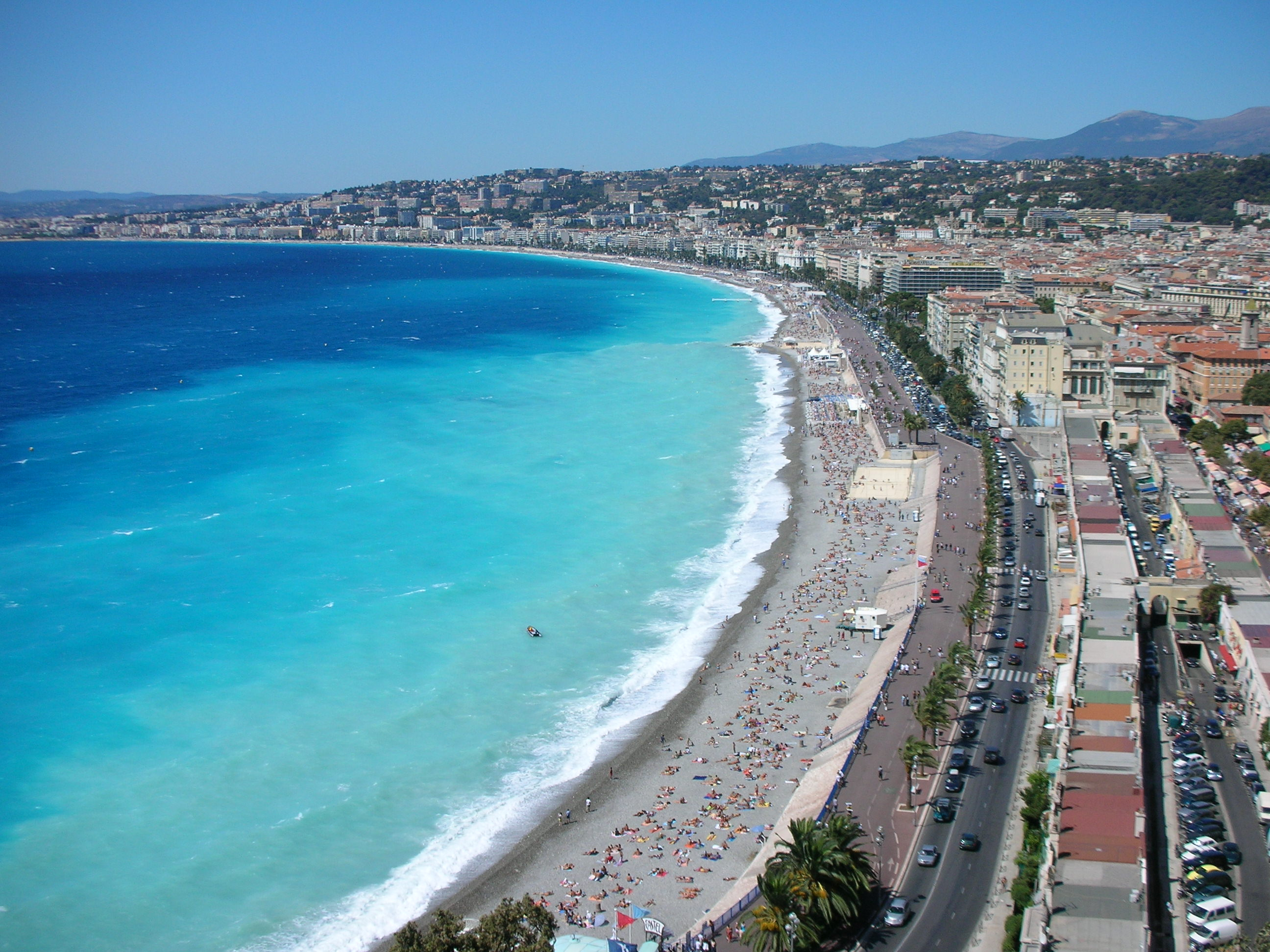
Phần thành phố Nice quay ra biển.

Riviera là tên vùng bờ biển Địa Trung Hải, từ khoảng Monaco tới bên kia La Spezia (Ý). Vùng này nổi tiếng về khí hậu tốt - mùa hè cũng như mùa đông - và hấp dẫn số du khách rất lớn từ khắp châu Âu, thậm chí khắp thế giới.
Một phần của vùng Riviera nằm trong tỉnh Alpes-Maritimes của Pháp, phần còn lại - lớn hơn - thuộc vùng Liguria của Ý.

## Từ nguyên
Tiếng Ý riviera gốc từ tiếng địa phương Genova (phương ngữ vùng Liguria) phái sinh từ tiếng latin ripa nghĩa là bờ biển, hoặc riparia nghĩa là bờ (sông). Ban đầu, từ này chỉ các cầu tàu của thành phố Genova, sau đó có nghĩa rộng, chỉ toàn bộ vùng bờ biển Liguria.
Ngay thừ thế kỷ thứ 16, việc đi nghỉ mát ở vùng bờ biển đã thịnh hành, do đó tên riviera mang sắc thái du lịch và trở thành danh từ chung, được sử dụng để chỉ các bờ biển khác thuận lợi cho farniente, ví dụ Riviera del Garda (các bờ hồ Garda). Các người Ý, khi đề cập tới vùng Riviera thường nói rõ hơn là: Riviera ligure.

## Ranh giới
Riviera không có một ranh giới hoàn toàn rõ ràng. Về mặt địa lý, đó là vùng bờ biển của Vịnh Genova mà các người Ý cũng gọi là biển Ligure (Mar ligure). Trong khi quần đảo Toscan (đảo Elbe và các đảo lân cận) làm thành ranh giới tự nhiên ở phía đông nam, thì biển Ligure mở rộng ra Địa Trung Hải về phía tây. Một đường thẳng từ Cap Ferrat, giữa Nice và Monaco, ở mũi Revellata, gần thành phố Calvi, đảo Corse có thể làm thành ranh giới. 

Theo qui ước, phần phía đông của bờ biển tỉnh Alpes-Maritimes thuộc vùng Riviera, trong khi phần phía tây không thuộc vùng này. Đừng lẫn lộn « Riviera của Pháp » với « Côte d'Azur ».

## Riviera thuộc Pháp
Từ phía đông Nice tới biên giới Pháp-Ý, bờ biển có rặng núi Préalpes de Nice, cực nam của rặng Alpes maritimes, với nhiều ngọn đôi khi vượt qua 1.000 m (Mont Agel, (1.110 m), trên Monaco, Roc d'Orméa, (1.131 m), trên Menton). Dải bờ biển này rất hẹp, chỉ hơi rộng ra một chút ở khoảng giữa Roquebrune-Cap-Martin và Menton, nơi các sông nhỏ ở bờ biển tạo ra các thung (vallons).
Dải bờ biển hẹp này là hành lang giao thông quan trọng, vì nó dẫn tới một điểm duy nhất ở biên giới Pháp-Ý nằm ở độ cao thấp. Quốc lộ 7 và xa lộ A8 của Pháp, ở phía tây thành phố  Cannes, có thể tránh các chỗ quẹo ở bờ biển khi đi qua bên trong, tại chỗ này buộc phải bám vào các địa hình cao; tuyến đường sắt Marseille - Ventimiglia phải qua nhiều đường hầm. 

Các nơi đông dân cư, thậm chí dày đặc, dọc bờ biển trong các làng nhỏ, thường ở nơi cao thuộc các thị xã: Peille, Peillon, La Turbie, Sainte-Agnès, Gorbio, Castellar.
Menton, thành phố chính của vùng này, cùng với Monaco, đã tụ tập quanh mình một Khối cộng đồng  dân cư của vùng Riviera thuộc Pháp, gồm 10 thị xã trong 1 vùng tam giác mà đỉnh là  La Turbie ở phía tây, Menton ở phía đông và Moulinet phía bắc.

## Riviera thuộc Ý
Riviera thuộc Ý (tiếng Ý: Riviera ligure) tương ứng với vùng bờ biển của vùng Liguria, tập trung vào thành phố Genova, tỉnh lỵ của vùng, nó chia cách: 
- Riviera ligure di Ponente, ở phía tây, và dọc theo nó nhiều nơi tắm biển đẹp, dài khoảng 200 km như: Ventimiglia, Bordighera, San Remo, Imperia, Alassio, Albenga, Finale Ligure, Varazze vv... Vùng này cũng chia nhỏ thêm thành:
  - Riviera delle Palme trong tỉnh Savona
  - Riviera dei Fiori trong tỉnh Imperia.

- Riviera ligure di Levante, ở phía đông, giáp ranh với tỉnh La Spezia, có một bờ biển dốc đứng dài 130 km với vô số vịnh, vũng và mũi đá nhô ra biển trong toàn cảnh đáng chú ý, trong đó ẩn núp các làng của ngư dân (Camogli, Portofino), vịnh Tigullio, và Cinque Terre.

Năm 1997, Unesco đã đưa phần phía đông của Riviera ligure di Levante (Cinque Terre, Portovenere, đảo Palmaria), đảo Tino và Tinetto) vào danh sách di sản thế giới như một cảnh quan văn hóa.
Cũng giống như Riviera thuộc Pháp, vùng Riviera thuộc Ý mặc dù bị thu hẹp chiều rộng vì có các khối núi ở gần - vẫn là một hành lang giao thông quan trọng, nhất là ở phía đông Savona:
- Tuyến đường SS1 (Via Aurelia) sát bờ biển, ngoại trừ đoạn gần La Spezia,
- Xa lộ A10, rồi xa lộ A12 của Ý tiếp nối các cầu cạn và các đường hầm, đôi khi mặt đường đắp cao và thường xa bờ biển.
- Đường sắt cũng có nhiều công trình nghệ thuật, ở vài nơi cũng đi qua các cảnh bờ biển đáng chú ý, nhất là đoạn gần Riviera ligure di Levante. Ở đoạn Riviera ligure di Ponante, có nhiều xe lửa đến từ phía bắc châu Âu, đưa các du khách tới các điểm du lịch trên đoạn đường mà việc lắp đặt đường sắt đôi vẫn chưa hoàn tất, đã 30 năm kể từ khi khởi công[3].

Bên phía trong có ít đường. Tuy nhiên Savona và Genova nối giao thông với vùng đồng bằng cao Pô bằng các xa lộ A6, A26 và A7, cùng với tuyến đường sắt Torino - Roma.

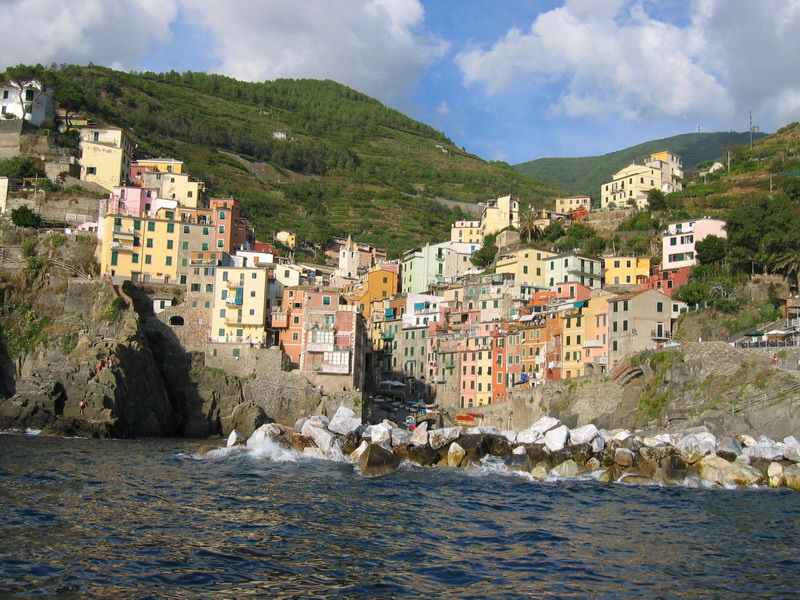
Cảnh Vernazza ở Riviera ligure di Levante.
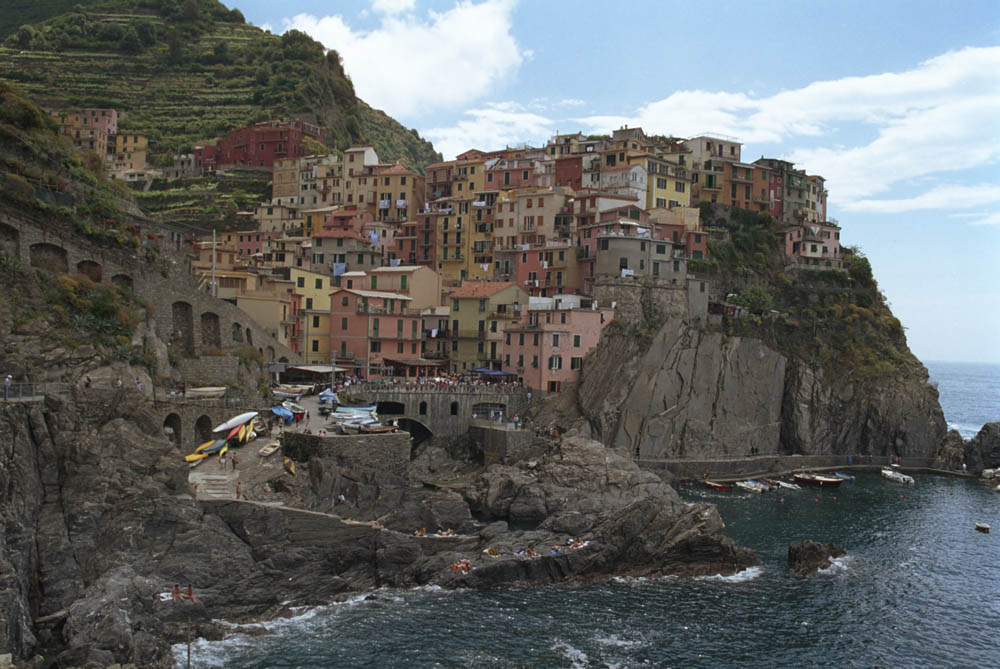
Làng Manarola ở Cinque Terre.